# Kvernes
Kvernes är en kyrkby i Averøy kommun i Møre og Romsdal fylke i Norge. Byn ligger vid fylkesväg 6072 och Kvernesfjorden, på östra sidan av ön Averøya. Här finns både Kvernes kyrka och Kvernes stavkyrka.
Byn utgjorde tidigare centralort i dåvarande Kvernes kommun.

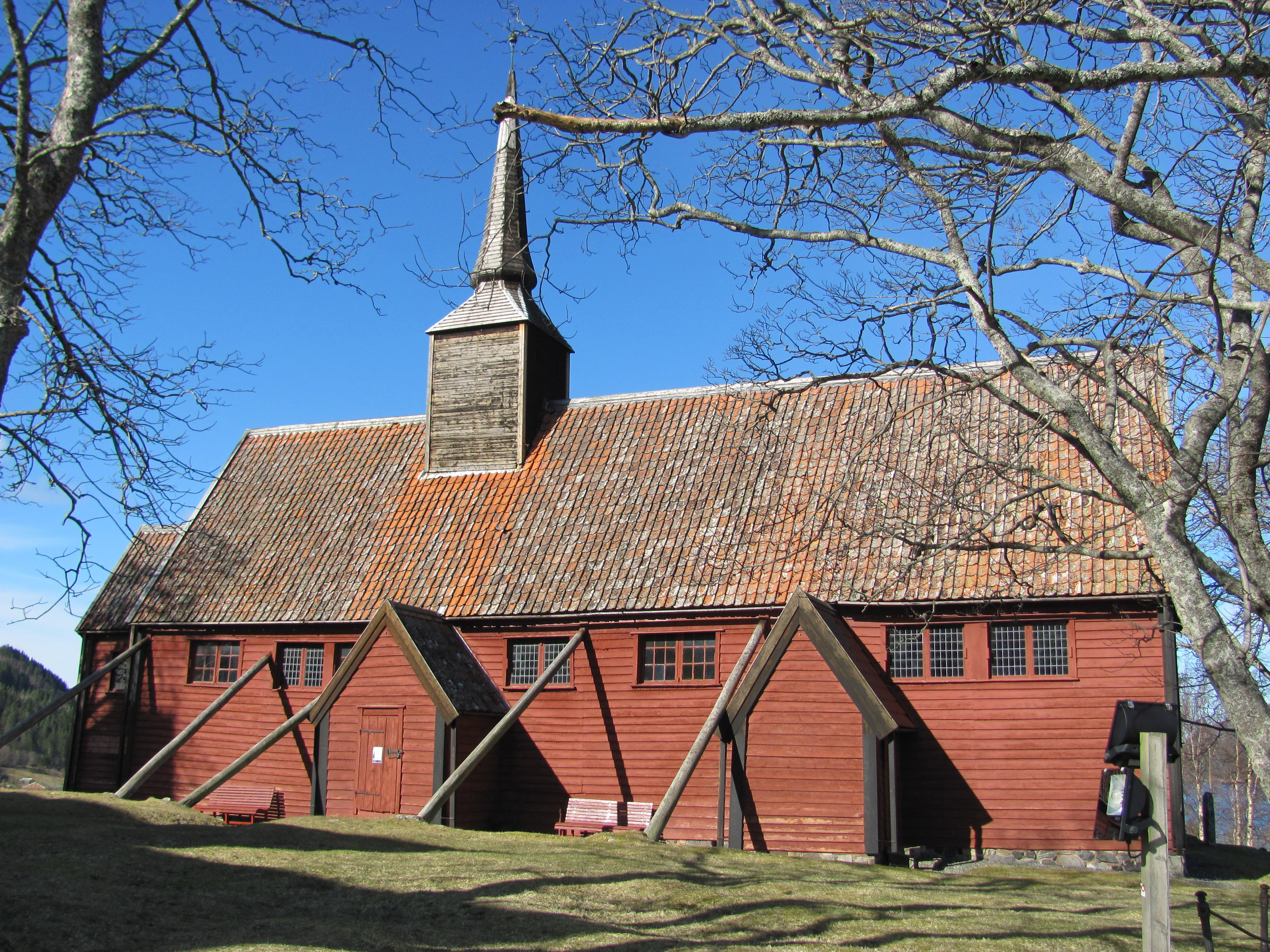
Kvernes stavkyrka.